# Tom Peak
Tom Peak är en bergstopp i Antarktis. Den ligger i Västantarktis. Argentina, Chile och Storbritannien gör anspråk på området. Toppen på Tom Peak är 105 meter över havet. Tom Peak ingår i Princess Royal Range.
Terrängen runt Tom Peak är kuperad åt nordväst, men åt sydost är den platt. Havet är nära Tom Peak åt sydost. Trakten är glest befolkad. Närmaste befolkade plats är Rothera Research Station, 14,2 kilometer söder om Tom Peak. 